# Ernst Gossner
Ernst Gossner (* 1967 in Tirol, Österreich) ist ein österreichischer Regisseur, Drehbuchautor und Produzent.

## Leben
Gossner stammt aus Tirol. Nach der Matura arbeitete Gossner als Hilfsarbeiter, Radiojournalist und Fahrradreiseleiter, bevor er Theaterschauspieler wurde. Innerhalb von sieben Jahren spielte Gossner in Dutzenden Rollen in Österreich, Italien und Deutschland. Er schrieb Theaterstücke und inszenierte seinen ersten Kurzfilm Flucht.
1999 wurde Gossner in das Regieprogramm des American Film Institute (AFI) in Los Angeles aufgenommen. Sein Abschlussfilm war Bar Time. Nach dem Abschluss der Ausbildung am AFI Conservatory gründete Ernst seine Firma Vent Productions in Los Angeles. Sein erster Spielfilm South of Pico wurde in Los Angeles gedreht und feierte seine Premiere im Rahmen des American Black Film Festival 2007. Der Film gewann dort alle drei Nominierungen und erhielt weitere Preise in den USA, in Europa und in China.
2014 erschien sein zweiter Spielfilm Der stille Berg über den Gebirgskrieg 1915–1918, dem 2011 die Dokumentation Global Warning vorausgegangen war.

## Filmografie
- 1997: Flucht
- 2001: Tatort – Böses Blut
- 2002: Bar Time
- 2002: The Point
- 2005: Otto+Anna
- 2007: South of Pico
- 2011: Global Warning
- 2013: Der stille Berg
- 2018: Das Wunder von Wörgl
- 2020: Wem Erzählen

## Theater
Ernst Gossner ist auch als Theaterregisseur tätig. Er führte u. a. bei den folgenden Inszenierungen Regie.
- 2002: Parzival von Tankred Dorst, Bergfestspiele Seefeld[1]
- 2010: Die Glasmenagerie von Tennessee Williams, Staatstheater Innsbruck[2]

## Auszeichnungen
- USA Film Festival
  - 2002 – Special Jury Award, Bar Time
- American Black Film Festival
  - 2007 – Bester Film, South Of Pico
- American Black Film Festival
  - 2007 – Red Star Award for Originality, Innovation and Vision, South Of Pico
- Pan-African Film Festival
  - 2008 – Bester Erstlingsfilm, South Of Pico
- Drehbuchverband Austria (Writer’s Guild)
  - 2008 – Thomas-Pluch-Drehbuchpreis, South Of Pico
- Innsbruck Film Festival
  - 2008 – Publikumspreis, South Of Pico
- Beijing Film Festival
  - 2008 – Bester Film, South Of Pico
- Heimatfilmfestival Freistadt
  - 2020 – Publikumspreis, Wem Erzählen